# Dámaso Blanco
Dámaso Blanco Caripe (Curiepe, Miranda, Venezuela; 11 de diciembre de 1941) es un exbeisbolista y comentarista deportivo venezolano.

## Carrera

### Como jugador
En 1959, ganó el oro con el equipo nacional de béisbol de Venezuela, que participó en los Juegos Panamericanos, que tuvieron lugar en el Comiskey Park y Wrigley Field de Chicago, EE. UU.
Fue infielder en las Ligas Menores de Béisbol y ascendió a las Grandes Ligas con los Gigantes de San Francisco. El 26 de mayo de 1972, desarrollado el rol de utility, conectó 7 hits en 20 turnos para un promedio de bateo de 350. En 1972, sin embargo, y a pesar de ser considerado un guante excepcional, su carrera en las Grandes Ligas se vio limitada por su bajo rendimiento como bateador. Entre 1972 y 1974, obtuvo un modesto promedio de bateo de 212, y convirtiéndose en el venezolano de mayor edad en jugar en las Grandes Ligas con 30 años y 167 días.
En la Liga Venezolana de Béisbol Profesional, hizo su debut con los Licoreros del Pampero, luego jugó con los Tiburones de La Guaira, Leones del Caracas y los Navegantes del Magallanes. Es considerado uno de los mejores infielders defensivos de Venezuela, donde permaneció activo desde 1960 hasta 1977, jugando 754 partidos, con 704 hits y 198 carreras impulsadas para un promedio de bateo de 268.
En 1977, a los 36 años, se retiró del béisbol y durante un breve período de tiempo sirvió de ojeador para los Cincinnati Reds, tras lo que se dedicó a la crónica escribiendo sus artículos en el periódico El Nacional de Caracas, bajo el título de «La Esquina Caliente». Asimismo, se dedicó a comentarista-analista de béisbol trabajando en los circuitos radiales de Venezuela. 
El 21 de noviembre de 2013 fue incluido en el Salón de la Fama del Béisbol Venezolano.

### Como comentarista deportivo
A su regreso a Venezuela comenzó una carrera en los medios de comunicación. Escribió una columna regular en el diario El Nacional. Ha trabajado en Venezolana de Televisión y en Meridiano TV como comentarista de los partidos de la Liga de Béisbol de Venezuela y de las Grandes Ligas. Durante un tiempo estuvo en el personal de narradores y comentaristas de ESPN en español.
Para el año 2014, seguía formando parte del equipo de transmisión de Radio Caracas Radio para los juegos de los Navegantes Magallanes.